# Savigny VD
| VD ist das Kürzel für den Kanton Waadt in der Schweiz. Es wird verwendet, um Verwechslungen mit anderen Einträgen des Namens Savigny zu vermeiden. |

Savigny ist eine politische Gemeinde im Distrikt Lavaux-Oron des Kantons Waadt in der Schweiz.

## Geographie
Savigny liegt auf 793 m ü. M., 8 km östlich der Kantonshauptstadt Lausanne (Luftlinie). Die Streusiedlungsgemeinde erstreckt sich an einem leicht nach Südosten geneigten Hang auf der Hochfläche südöstlich des Jorat, an aussichtsreicher Lage hoch über dem Seespiegel des Genfersees, im Waadtländer Mittelland.
Die Fläche des 16,0 km² grossen Gemeindegebiets umfasst einen Abschnitt der Molassehöhen des Jorat. Das Dorf selbst liegt direkt auf der Wasserscheide zwischen den Einzugsgebieten von Rhone und Rhein, die sich hier nur wenige Kilometer nördlich des Genfersees befindet. Durch verschiedene Bäche wird das Gebiet nach Südwesten zum Genfersee entwässert, nämlich durch die Lutrive, die Paudèze und deren Zuflüsse Chandelar und Ruisseau de Pierre Ozaire. Die im nordöstlichen Gemeindeteil entspringenden Bäche Bressonne und Grenet fliessen zur Broye im Einzugsgebiet des Rheins. Das gesamte Gebiet von Savigny liegt auf einem breiten Höhenrücken der Jorat-Hochfläche, der bei La Goille mit 906 m ü. M. gipfelt, dem höchsten Punkt der Gemeinde. Nach Norden erstreckt sich der Gemeindeboden in das ausgedehnte Waldgebiet Bois du Grand Jorat (bis 897 m ü. M.). Von der Gemeindefläche entfielen 1997 11 % auf Siedlungen, 30 % auf Wald und Gehölze und 59 % auf Landwirtschaft.
Zu Savigny gehören die Siedlungen Claie aux Moines (804 m ü. M.), Les Humbert (847 m ü. M.), Le Martinet (866 m ü. M.), La Goille (882 m ü. M.), Mollie Margot (830 m ü. M.), La Branche (855 m ü. M.), Nialin (861 m ü. M.) und Grémaudet (768 m ü. M.), alle auf der Hochfläche des Jorat gelegen, sowie eine grosse Anzahl von Einzelhöfen. Nachbargemeinden von Savigny sind Lausanne, Montpreveyres, Servion, Forel (Lavaux), Bourg-en-Lavaux, Lutry, Belmont-sur-Lausanne und Pully.

## Bevölkerung
Mit 3449 Einwohnern (Stand 31. Dezember 2023) gehört Savigny zu den mittelgrossen Gemeinden des Kantons Waadt. Von den Bewohnern sind 86,5 % französischsprachig, 7,5 % deutschsprachig und 1,6 % englischsprachig (Stand 2000). Die Bevölkerungszahl von Savigny belief sich 1900 auf 1072 Einwohner. Danach wurde durch stetige Abwanderung bis 1960 eine Abnahme auf 884 Einwohner verzeichnet. Seither stieg die Bevölkerungszahl markant an, verbunden mit einer Verdreifachung der Einwohnerzahl innerhalb von 30 Jahren. Um verschiedene ehemalige Hofsiedlungen entwickelten sich grössere Einfamilienhausquartiere, besonders bei Mollie Margot, La Goille, Les Humbert und Claie aux Moines, was zu einer Zersiedelung des gesamten Gebietes führte.

## Wirtschaft
Savigny war bis in die zweite Hälfte des 20. Jahrhunderts ein vorwiegend durch die Landwirtschaft geprägtes Dorf. Noch heute haben der Ackerbau, die Milchwirtschaft und die Viehzucht wie auch die Forstwirtschaft einen gewissen Stellenwert in der Erwerbsstruktur der Bevölkerung.
Weitere Arbeitsplätze sind im Gewerbe sowie im Dienstleistungssektor vorhanden. Grössere Gewerbegebiete entstanden seit den 1980er Jahren bei Claie aux Moines und bei Savigny. Im Ort gibt es Unternehmen der Branchen Baugewerbe, Informatik, Elektrotechnik, Transportgewerbe und Gärtnereien. Mitte der 1980er Jahre wurde das neue Gemeindezentrum eröffnet, das neben der administrativen Verwaltung auch einen Theatersaal beherbergt. Ferner verfügt Savigny über eine Rudolf-Steiner-Schule und ein Heim für Behinderte. In den letzten Jahrzehnten hat sich das Dorf im Sog von Lausanne zu einer Wohngemeinde entwickelt. Viele Erwerbstätige sind Wegpendler, die vor allem in Lausanne und in der Region Vevey-Montreux arbeiten.

## Verkehr
Die Gemeinde ist verkehrstechnisch gut erschlossen. Sie liegt an der Hauptstrasse von Lausanne via Oron-la-Ville nach Bulle. Die nächsten Autobahnanschlüsse an die 1974 eröffnete A9 (Lausanne-Sion), befinden sich bei Belmont (im Südwesten, in rund 4 km Entfernung) und bei Chexbres (im Südosten, in rund 8 km Entfernung). Durch die Autobuslinie 65 der Transports publics de la région Lausannoise, die von Lausanne nach Servion verkehrt, ist Savigny an das Netz des öffentlichen Verkehrs angebunden.

## Geschichte

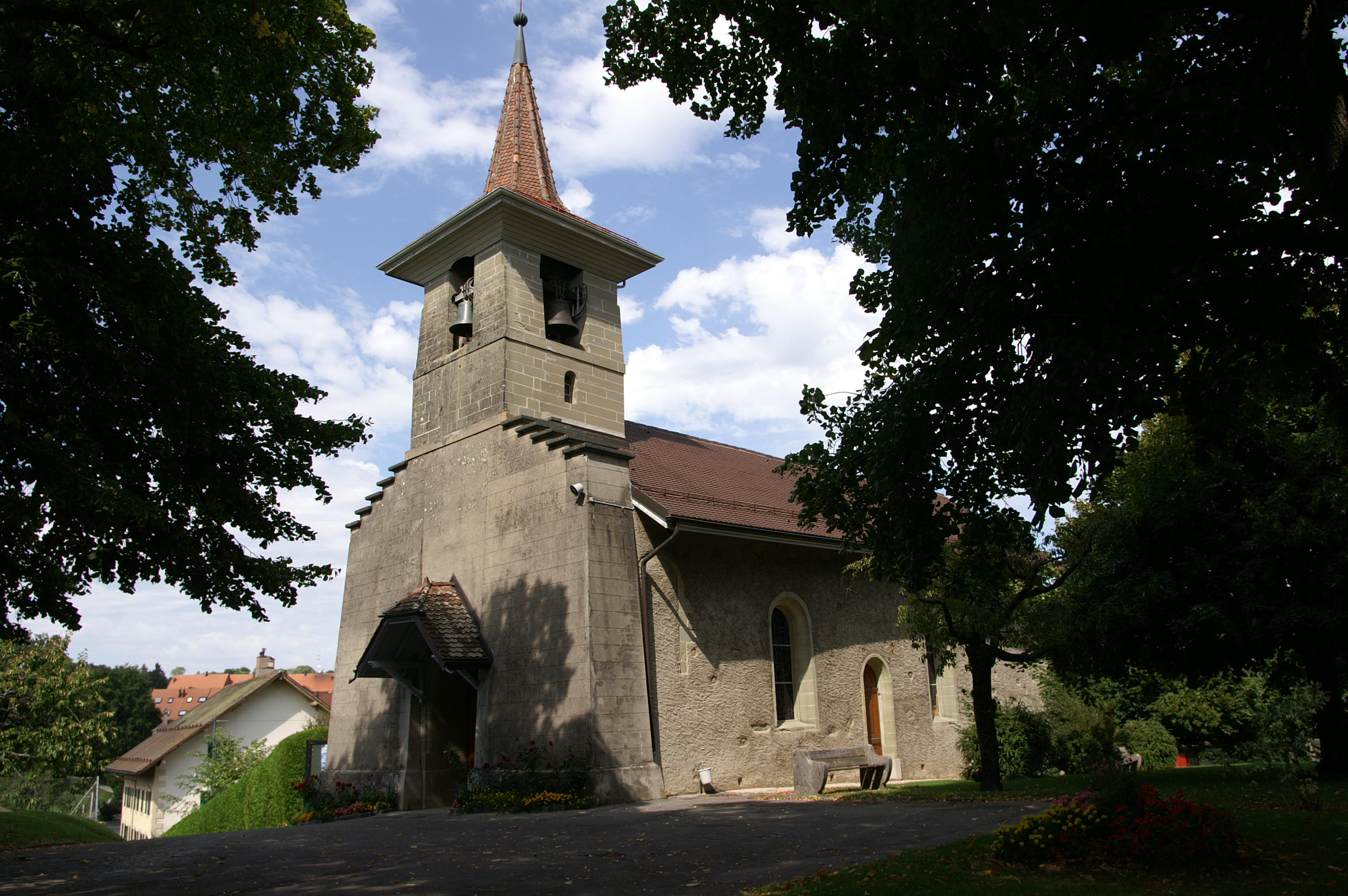
Savignys Kirche

Die erste urkundliche Erwähnung des Ortes erfolgte 1228 unter dem Namen Savinie. Später erschienen die Bezeichnungen Savignie (1267) und Saguignie (1274), Savignetum (1300) und Savigny (1453). Der Ortsname leitet sich vielleicht von einem gallorömischen Kolonisten namens Sabinus oder Savin(i)us ab. Eventuell wurde der Name auch von der französischen Abtei Savigny-en-Lyonnais übernommen, die im benachbarten Lutry ein Priorat gegründet hatte.
Seit dem Mittelalter unterstand Savigny dem Bischof von Lausanne. Von etwa 1490 bis kurz vor der Reformation lebte eine Franziskanergemeinschaft im Dorf. Mit der Eroberung der Waadt durch Bern im Jahr 1536 gelangte Savigny unter die Verwaltung der Vogtei Lausanne. Nach dem Zusammenbruch des Ancien Régime gehörte das Dorf von 1798 bis 1803 während der Helvetik zum Kanton Léman, der anschliessend mit der Inkraftsetzung der Mediationsverfassung im Kanton Waadt aufging. 1798 wurde es dem Bezirk Lavaux zugeteilt. Erst im Jahr 1825 trennte sich Savigny von der Grossgemeinde Lutry und wurde eine politisch selbständige Gemeinde.

## Sehenswürdigkeiten
Die Kirche von Savigny, die 1538 einer Feuersbrunst zum Opfer fiel, wurde danach wiederaufgebaut und besitzt seit 1975 Glasgemälde von Jean Prahin.